# ダニッチの破滅
『ダニッチの破滅』（ダニッチのはめつ、原題：英: The Doom that Came to Dunwitch）は、アメリカ合衆国のホラー小説家リチャード・A・リュポフによる短編ホラー小説。クトゥルフ神話の1つ。

## 概要
ラヴクラフト研究家でもある作家ルポフによって、1997年に『ラヴクラフトの世界』に寄稿された。2006年に邦訳がされている。ルポフの作品は幾つかは翻訳されているものの、クトゥルフ神話としては唯一の邦訳作品。タイトルはラヴクラフトの『サルナスの滅亡 The Doom that Came to Sarnath』をオマージュしている。
『ダニッチの怪』の後日談にあたり、1990年代＝執筆時点の現在を舞台にしている。ダニッチ事件を解決したアーミティッジ博士は恐怖と狂気に屈している。
政府が設立した「ダニッチ・リサーチ・プロジェクト」という機関が登場するが、作中ではこの機関の目的が明確に描かれておらず、不明点が多い。ダニッチの一般住民は何も知らされていない。アーミティッジ博士とプロジェクトも、関わりは深いものの詳細への言及はない。
『ダニッチの怪』はナザレのイエスのパロディ物語と言われており、本作中においては直接に、ウィルバー兄弟をキリストに喩え、彼らの父（ヨグ＝ソトース）を神に喩えている。主人公のコーディーリアは、異星人と人間の間に子供はできないと生物学の観点から反論するが、マッドサイエンティストによって生命倫理を超えた観点からあっさりと否定される。
東雅夫は『クトゥルー神話事典』にて「映画『ガメラ2』における仙台壊滅に匹敵するスケールの大破局を描いた佳品」と解説している。

## あらすじ
1928年に『ダニッチの怪』事件が終結した。合衆国政府は秘密予算を投じて、丘に「ダニッチ・リサーチ・プロジェクト」の施設を設置する。またダニッチ事件を解決した3博士は、研究所を設立してダニッチ村に移り住む。ダニッチでは電気器具がうまく動かず、時間の止まったような町として存在し続け、またプロジェクトを訪問した人物が消えてしまう出来事が頻発する。
1990年代、大学院生コーディーリア・ウェイトリイが、1928年の事件を調べるために、ダニッチを訪れる。教授からの紹介状をプロジェクトの守衛に見せるも、プロジェクトと研究所は異なると説明され、町の研究所へと向かう。コーディーリアは研究所で140歳を超えるアーミティジ博士と面会するも、退廃と不吉を感じ取る。続いて、記録と博士の証言から、ウィルバーについて知ることになるも、呪われた親戚について真実を知るために来た彼女にとっては、狂人のたわごとを聞かされたに等しい、あまりに荒唐無稽なものであった。「神の子2人を殺めた自分たちは呪われた」「星辰が揃ったとき罰が落ちるだろう」「激怒した父がやって来る」などと狂気的につぶやく博士を後にして、コーディーリアは研究所を離れる。
コーディーリアは車を丘へと走らせ、再びプロジェクトにやって来る。空に現れた黒い沁みを、地上の施設からからサーチライトで照らす。軍用車両がひしめき、警備員が本を開いて呪文を唱える。丘の草原は祭壇となっており、薬を投与された行方不明者たちが裸で微動だにせず、周囲では黒服の男女が崇拝の姿勢をとる。空からは、さしわたし何マイルもある巨大なクラゲのような生物から生えた、何百万もの触手が降下してきて、犠牲者へと伸びる。
我に返ったコーディーリアは、車を飛ばしてその場を離れる。距離を置いて眺めると、既にダニッチの町全体が、空から来た生物に覆い尽くされていた。大きな揺れが生じ、電気設備がショートする。コーディーリアが失神から目覚めたとき、警官からダニッチの町がまるごと消滅したことを告げられる。隕石のようなものが落ちてきて、粘液と悪臭にまみれているのだという。またコーディーリア自身も、あまりの恐怖のショックから、白髪の老婆に変わっていた。

## 主な登場人物

### 主要人物
コーディーリア・ウェイトリイ
主人公。ウェイトリイ家出身の女性研究者。カナダのマクギル大学で人類学を専攻する。
家族から、堕落したウィルバーについて聞かされており、近代人として迷信を否定したいと思っている。1928年の事件について真実を知り、論文に書くために、ダニッチにやって来る。車はセダン。
ヘンリイ・アーミティジ博士
ダニッチ研究所の所長。1928年の事件を解決した人物であり、140歳を超えて存命。
ダニッチを離れることができず、慢性的な恐怖に苛まれている。キリスト教をたわごとと断じ、ウィルバー兄弟を「星の落とし子」と説く。
「ダニッチの善良な人々と自分は、ウィルバー兄弟を理解したり助力することを拒み、殺した」と言い、いずれ罰が落ちると信じている。

### 過去の人物
- ウィルバー・ウェイトリイ - 堕落した怪人物。1928年8月にミスカトニック大学で死亡した。服の下には異形の身体が隠されていた。
- デーモンの弟 - 1928年9月の事件を起こした怪物。ごく一部の者しか存在を知らない。
- カーティス・ウェイトリイ - 1928年9月の事件の目撃者。証言が記録に残っている。
- イーフリアム・クレイ - 「ダニッチ・デイリイ・ディスパッチ」の初代編集長。アーミティジ博士の知人。
- ケイン・ウェイトリイ - コーディーリアの曾祖父。109歳で没。コーディーリアにウィルバーのことを教えたことを、家族に疎まれる。
- ライス教授 - 3博士の一人。ダニッチを離れられなかった。ダニッチへの土葬を嫌い、水葬される。
- モーガン博士 - 3博士の一人。ダニッチを離れられなかった。ダニッチへの土葬を嫌い、火葬される。

### 1990年代
- オズボーン - 1928年に存在した雑貨店が、1990年代になっても健在している。
- 給仕の少女 - 宿屋の給仕。13歳ほど。アーミティジ博士を怖がっている。
- 盲目の音楽家 - 宿屋の食堂で弦楽器を奏でる。色素欠乏症で盲目の女性で、ラヴィニア・ウェイトリイを連想させる特徴がある。
- プロジェクト警備員 - 軍とも警察とも異なる独特の制服を着た男女。ダニッチの町中にも何人もいる。

## 用語
ダニッチ・リサーチ・プロジェクト
1929年に、ダニッチのセントラル・ヒルに設立された。公的書類に載っていないにもかかわらず、政府大統領が強力に支援している施設。
建物は、鏡面ガラスを張り巡らせモダンな研究所とオフィスで構成される。金網のフェンスで取り囲まれ、唯一のゲートは銃武装した警備員が24時間体制で警備している。幾つものパラボラアンテナを空に向けている。
作中でも目的不明の施設であり、中で何をやっているのか全くわからない。プロジェクトを訪問した者が消息不明になることがある。彼らに薬物を投与して生贄とし、ヨグ＝ソトースを崇拝するような様子を見せたが、真意は不明。
コーディーリアは、施設は軍の核ミサイル施設だと思っていた。なお元祖ラヴクラフトの時点から既に、1927年の『インスマスの影』事件など、アメリカ当局はクトゥルフ神話の存在を把握している。
ダニッチ研究所
ダニッチのサウス・ウォーター・ストリートにある。1928年設立、所長はアーミティジ博士。植民地時代様式の建物で、経年劣化が著しい。1928年の事件について豊富な資料を有する。
ダニッチ・デイリイ・ディスパッチ
ダニッチの不定期新聞。1928年の事件について、詳細な記事が載っている。のようにラヴクラフトが創造した「アーカム・アドヴァタイザー」や「アイルズベリイ・トランスクリプト」とは異なり、本作オリジナルの情報メディア。
ヨグ＝ソトース
名前は出てこない。宇宙の存在であり、人間の知では把握できないほど異なる文明に属する。ウィルバー兄弟の父であり、神に形容される。
終盤にて、ダニッチの上空に出現し、降下してダニッチを消滅させる。

## 関連作品
- 下から見た顔 - ローレンス・J・コーンフォードによる神話作品。2001年に執筆されたヨグ＝ソトース譚。